# 格里戈里耶沃农村居民点
格里戈里耶沃农村居民点（俄语：Григорьевское сельское поселение）是俄罗斯联邦弗拉基米尔州古西赫鲁斯塔利内区所属的一个农村居民点。其下辖有9个居民点，行政中心为格里戈里耶沃。据2016年统计，该农村居民点的人口为2524人。